# James Pulham
James Pulham II. (* ca. 1820, vermutlich in Woodbridge; † 1898 in Tottenham) war ein englischer Gärtner, Fabrikant und Erfinder.

## Leben
Pulham stammte aus Woodbridge in Suffolk. Er war der Sohn von James Pulham (I.) (1788-ca. 1838). Ohne weiterführende Schulausbildung begann er seine Karriere als Weißbinder bei dem örtlichen Bauunternehmer und Fabrikanten William Lockwood, wo bereits sein Vater und Onkel Obadia Pulham (1802–1880) arbeiteten. Er wurde dann aber Gartengestalter. Er gründete die Firma Pulham, später Pulham & Son, die Gartenornamente wie Urnen, Sonnenuhren, Baluster und Brunnen aus Kunststein herstellte aber sich mehr auf die Einrichtung von Steingärten und künstlichen Grotten spezialisierte. Auch Terrakotta-Urnen und Grabmonumente waren im Angebot. Die Firma hatte ihren Sitz in Broxbourne in Herefordshire. Pulhams Sohn James (III., 1845–1920) und dessen Sohn James Robert Pulham führten die Firma nach seinem Tode fort. Sie schloss 1939 mit Ausbruch des 2. Weltkrieges, nachdem ihre Blütezeit bereits 1914 geendet hatte. Die Fabrikgebäude wurden 1965 abgerissen, aber einige Überreste, wie ein Brennofen und ein Mahlwerk 2017 mit Lotteriegeldern restauriert und beschildert.

## Pulhamit

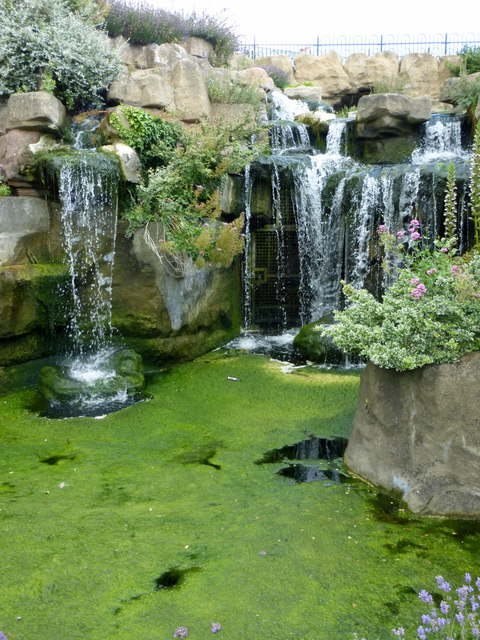
Wasserfall über Pulhamit-Felsen in den Albion Place Gardens in Ramsgate

Pulham erfand und produzierte den Kunststein Pulhamit, der aus Portland-Zement, buntem Sand und Schlacke bestand, über einem Kern aus Bauschutt und Ziegelbruchstücken. Er imitierte Sandstein und ist vergleichsweise wetterfest und sehr alterungsbeständig, und wesentlich rauer als z. B. Coade-Stein, ein anderer bekannter Kunststein des 19. Jahrhunderts.

## Gärten
(in alphabetischer Ordnung nach Gemeinde)
- Bayfordbury, Hertfordshire für William Robert Baker (1845–1846)[8]
- Rayne Thatch, Bristol für Melville Wills, 1907–1910
- The Dell, Egham, Surrey, für Baron Schröder in den 1880ern[8]
- Merrow Grange, Guildford für Francis Baring-Gould, 1907[8]
- Highnam Court, Gloucestershire für Thomas Ambier Parry 1847–1884[8]
- Leonardslee für Sir Edmund Loder, 1890er[8]
- Buckingham Palace, London für die königliche Familie, 1904[8]
- Battersea Park, London für HM Commissioners of Works 1866–1870[8]
- St. James’s Park, London für den Royal Parks Bailiff, 1895–1899[8]
- Steingarten in Newby Hall, Yorkshire[9]
- Steingarten in Albion Place Gardens, Ramsgate, Kent
- Sandringham House für die königliche Familie,  1868–1876[8]
- Sheffield Park für den 3. Grafen von Sheffield, ca. 1895[8]
- Waddesdon Manor, Buckinghamshire für Baron Ferdinand de Rothschild
- Bearwood, Wokingham für John Walter 1879–85[8]
- Steingarten in Wisley,  Royal Horticultural Society, 1912, James Pulham II.

## Erhaltene Beispiele von Pulhamit (Auswahl)

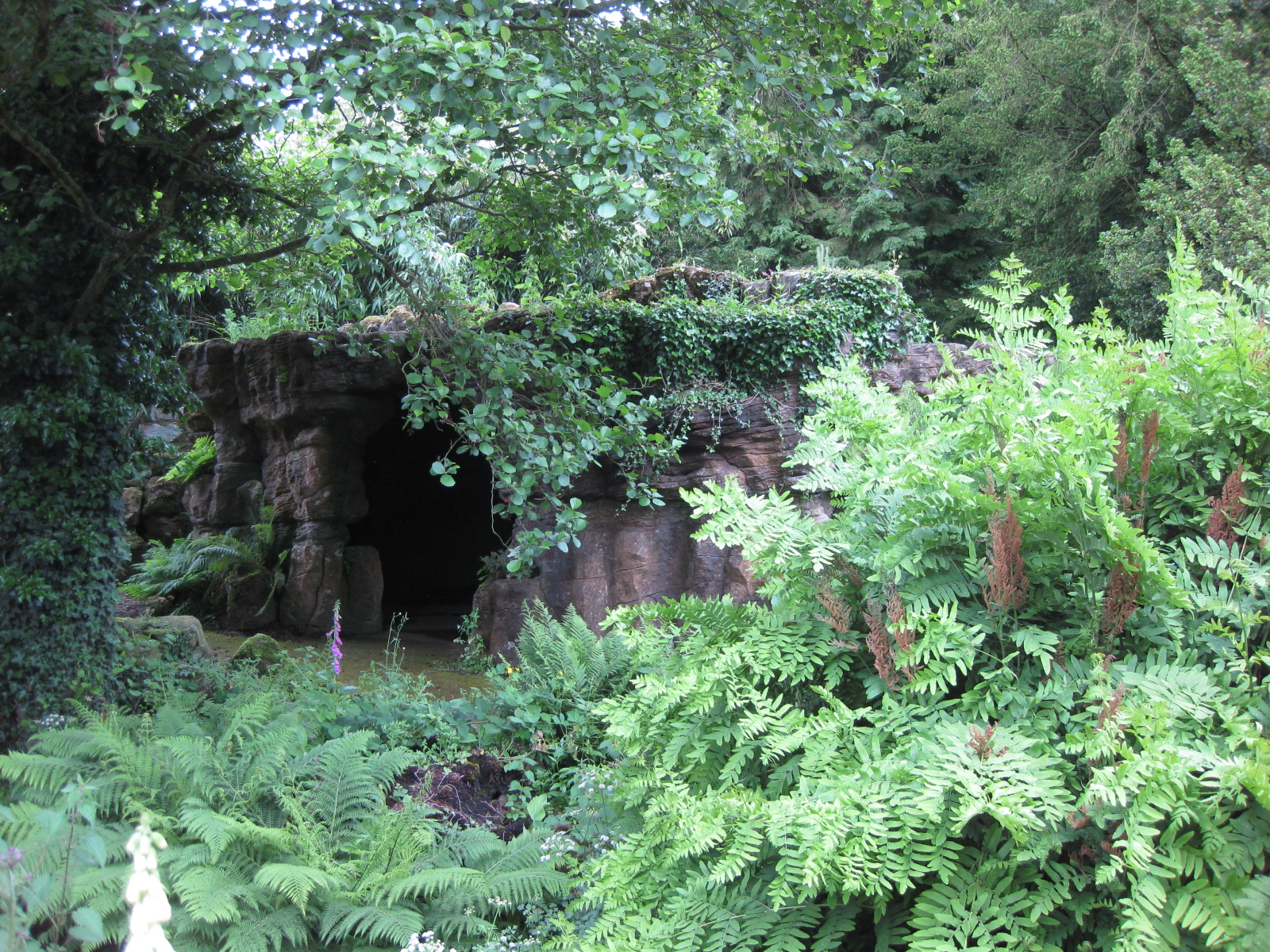
Künstliche Grotte aus Pulhamit, Wotton House

- Bawdsey Manor, Suffolk, 1890er Jahre.
- Bracken Hill, Bristol.[10]
- Gatton Park, Surrey.[11]
- Dewstow bei Caerwent, zwischen 1895 und 1912.
- Kaskade in High Leigh, Hoddesdon.
- Boating Lake, Battersea Park, London.[12]
- Madeira Walk, Ramsgate, Kent, 1890er Jahre.
- Madresfield bei Malvern, Worcestershire für den Grafen Beauchamp, späte 1870er.[8],[13]
- Waddesdon Manor, Buckinghamshire für Ferdinand de Rothschild, nach 1874.
- Wotton House, Dorking, Surrey, heute ein Luxus-Hotel: Grotte aus Pulhamit.

## Andere Werke

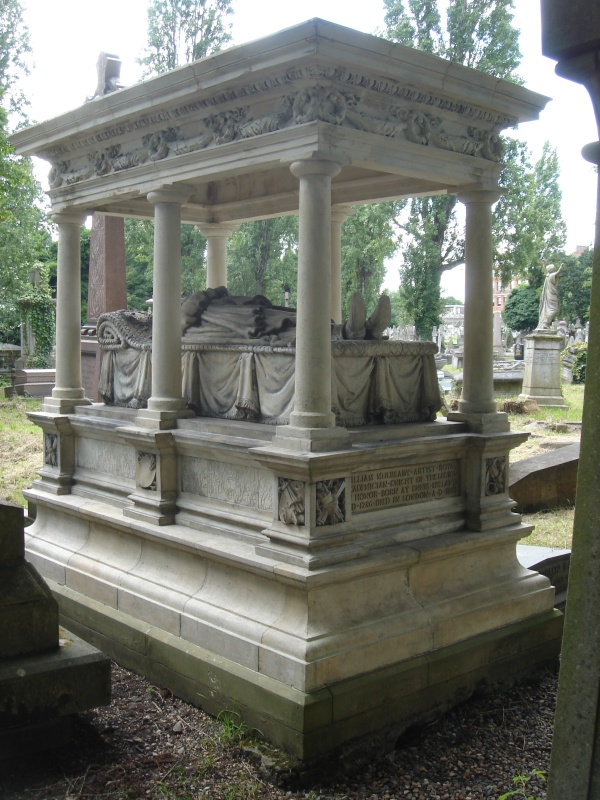
Grabmal des irischen Genre-Malers William Mulready (1786–1863), Entwurf Godfrey Sykes

- Grabmal von William Mulready, Kensal Green Cemetery, 1869, Terrakotta.

## Bibliographie
- Claude Hitching: Rock landscapes: the Pulham legacy: rock gardens, grottoes, ferneries, follies, fountains and garden ornaments. Woodbridge, Garden Art 2012 (nicht eingesehen).